# از ما بهترون
از ما بهترون فیلمی ایرانی به کارگردانی، تهیه‌کنندگی و نویسندگی مهرداد فرید محصول سال ۱۳۸۷ است.
از ما بهترون در ۱۱ شهریور ۱۳۸۹ همزمان با عید فطر بر روی پرده سینما رفت.

## خلاصه داستان
احسان روزنامه‌نگاری نیمه‌روشن‌فکر است که تاکنون هرچه نوشته، مورد توجه مردم واقع نشده‌است. تا این‌که سلسله گزارش‌هایی کاملاً عامه‌پسند دربارهٔ رمالی می‌نویسد. انتشار این گزارش‌ها اگرچه نام احسان را به عنوان روزنامه‌نگاری موفق سر زبان‌ها می‌اندازد، اما او را دچار دردسرهای عجیبی می‌کند و…

## بازیگران
| بازیگر         | نقش          |
| -------------- | ------------ |
| رضا عطاران     | احسان        |
| الناز شاکردوست | نسیم         |
| بهنوش بختیاری  | منیژه        |
| برزو ارجمند    | سردبیر       |
| مریم امیرجلالی | مادر نسیم    |
| مریم سعادت     | مادام        |
| بیژن بنفشه‌خواه | روانپزشک     |
| ارژنگ امیرفضلی | پرنده فروش   |
| نادر سلیمانی   | قاضی         |
| ویدا جوان      | راننده تاکسی |
| ملکه رنجبر     | نیلوفر       |